# Большие Селищи (Тверская область)
Большие Селищи — деревня в Калининском районе Тверской области. Входит в состав Верхневолжского сельского поселения.

## География
Деревня находится в юго-восточной части Тверской области на расстоянии приблизительно 34 км на юг от города Тверь у речки Литожица.

## История
Деревня (тогда Селище) была отмечена на карте еще 1825 года. В 1859 году здесь (деревня Тверского уезда Тверской губернии) было учтено 89 дворов

## Население
Численность населения: 633 человека (1859 год), 23 (русские 100 %) в 2002 году, 13 в 2010.